# 范廣 (西晉)
范廣（？—？），字仲將，西晉南阳順陽（今河南省淅川县李官桥镇）人。曾任東晉堂邑縣縣令。順陽范氏始祖范晷之子。在任時去世。

## 生平
西晉時期曾被推舉作孝廉及任靈壽縣縣令，但沒有出任。在西晉及東晉動盪之間，帶着一個早死姐姐遺留下來的孫兒名叫孫邁往南逃難始終沒有丟棄。
到東晉時期，被任命為堂邑縣縣令，適逢大旱，范廣用去了自己的幾千斛米去接濟百姓，導致遠近流落的人都前往堂邑縣，令當時堂邑縣戶口數目增加了十倍。
及曾收養其疏親范方之子范隆。

## 參看
- 順陽范氏